# Przełęcz nad Kotłowym Żlebem
Przełęcz nad Kotłowym Żlebem (słow. sedlo nad Kotlovým žľabom, 1460 m) – przełęcz w północno-zachodniej grani Grzesia w słowackich Tatrach Zachodnich. Znajduje się w tej grani pomiędzy Rogiem (1573 m) a wierzchołkiem Pustej Równi (1551) m. Północno-wschodnie stoki przełęczy opadają do Doliny Bobrowieckiej Orawskiej i wcina się w nie dolinka niewielkiego dopływu Bobrowieckiego Potoku. Stoki południowo-zachodnie opadają do Doliny Łatanej i wcięty w nie jest dość głęboko Kotłowy Żleb (Kotlový žľab).

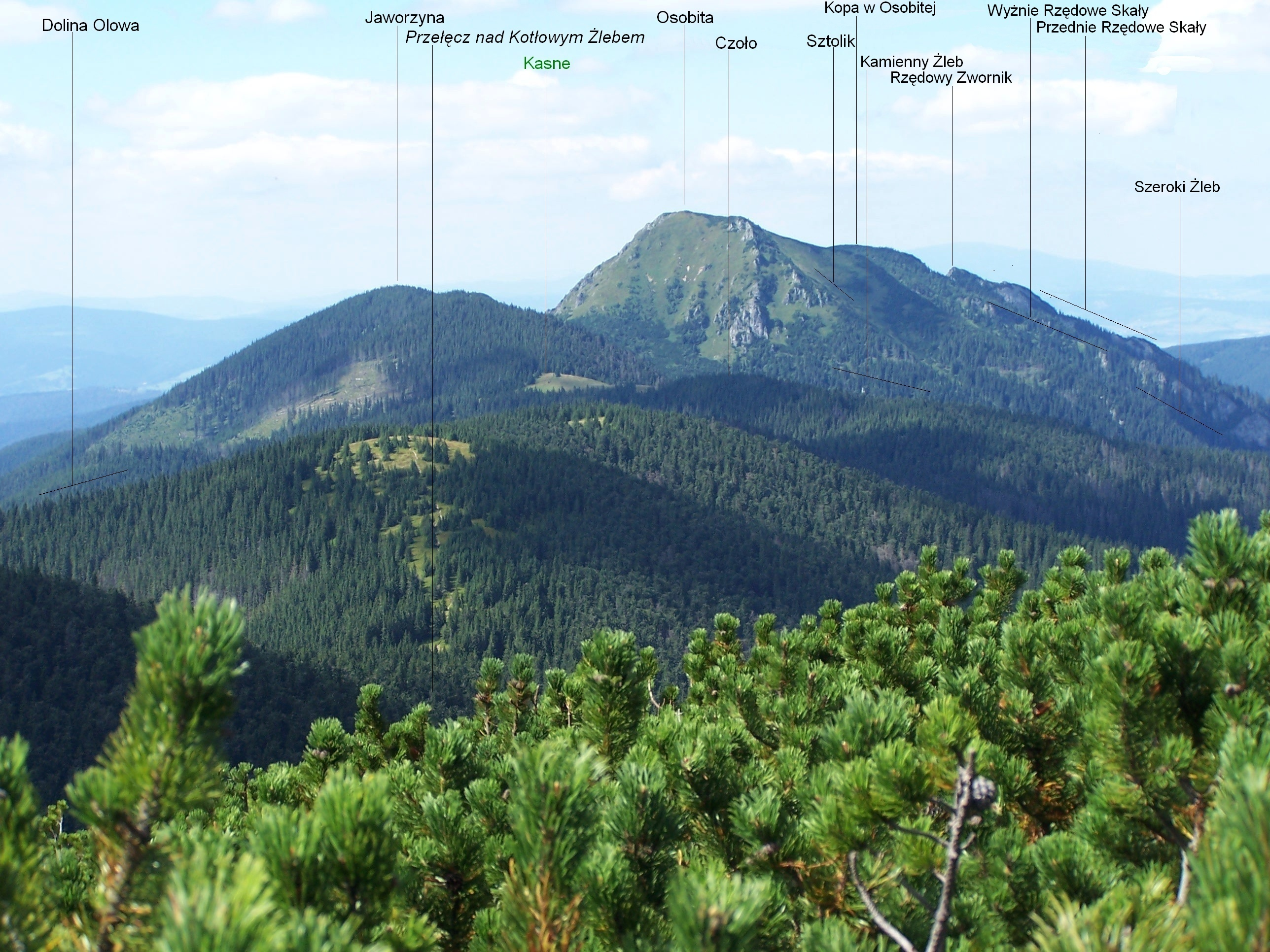
Widok z wschodniej strony

Przełęcz nad Kotłowym Żlebem jest jedną z najniższych w całej grani łączącej Grzesia z Osobitą (nieco niżej położone jest siodło pod polaną Kasne). Prowadzi przez nią znakowany szlak turystyczny. Po zachodniej stronie przełęczy znajduje się, obecnie już zarastająca lasem Pusta Rówień. Poza tym cały rejon przełęczy jest zalesiony. Całe zbocze po orograficznie lewej stronie Kotłowego Żlebu od dna Doliny Łatanej aż po Przełęcz nad Kotłowym Żlebem i szczyt Rogu to istniejący już od 1926 r. obszar ochrony ścisłej Rezervácia Kotlový žľab.

## Szlaki turystyczne
Zwierówka – Przełęcz pod Osobitą – Grześ:
- Czas przejścia ze Zwierówki na Przełęcz pod Osobitą: 2:05 h, ↓ 1:30 h
- Czas przejścia z przełęczy na Grzesia: 2 h, ↓ 1:50 h